# Menal
Menal (Hindi मेनाल) ist ein kleiner Ort mit circa 350 Einwohnern im Distrikt Chittorgarh im Südosten des indischen Bundesstaats Rajasthan. Er ist bekannt wegen eines mauerumgürteten, dem Gott Shiva geweihten Hindu-Tempel-Komplexes aus dem 8. bis 11. Jahrhundert.

## Lage
Menal liegt in einer waldreichen Umgebung in der Nähe einer circa 100 m tiefen Schlucht mit einem – nur in der Monsunzeit oder nach Starkregenfällen aktivem – Wasserfall in einer Höhe von circa 512 m ü. d. M. Der Ort liegt etwa auf halbem Weg (jeweils circa 85 km Fahrtstrecke) zwischen den Städten Chittorgarh und Kota.

## Bevölkerung
Die Einwohner des Ortes sind größtenteils Hindus. Wie im Norden Indiens üblich, übersteigt der männliche Bevölkerungsanteil den weiblichen um circa 20 %, was neben den häufigen Abtreibungen weiblicher Föten auch arbeitsbedingte Gründe haben kann.

## Wirtschaft
Die Bewohner des Ortes leben zumeist von der Landwirtschaft. Im Mittelalter kamen zahlreiche Pilger und besuchten den Tempelkomplex. Seit den letzten Jahrzehnten des 20. Jahrhunderts ist der Tourismus als Einnahmequelle hinzugekommen.

## Geschichte
Über die Geschichte des Ortes ist nur wenig bekannt. Bereits im frühen 8. Jahrhundert entstanden mehrere Kleintempel, darunter auch ein Doppeltempel für Ganesh und Gauri (= Parvati oder Durga) mit kleinräumigen Vorhallen (mandapas). Um die Mitte des 11. Jahrhunderts erbauten der Chahamana-Herrscher Someshvar und seine Gemahlin Suhavadeva den großen Shiva-Tempel. Etwa zur gleichen Zeit entstand zwischen den beiden genannten Kleintempeln ein dritter. Eine Felsinschrift bei der nahegelegenen Stadt Bijolia erwähnt Menal als bedeutendes Shiva-Heiligtum. Islamische Übergriffe führten im 12./13. Jahrhundert zu schweren Zerstörungen, von denen der Haupttempel jedoch weitgehend verschont blieb.

## Sehenswürdigkeiten

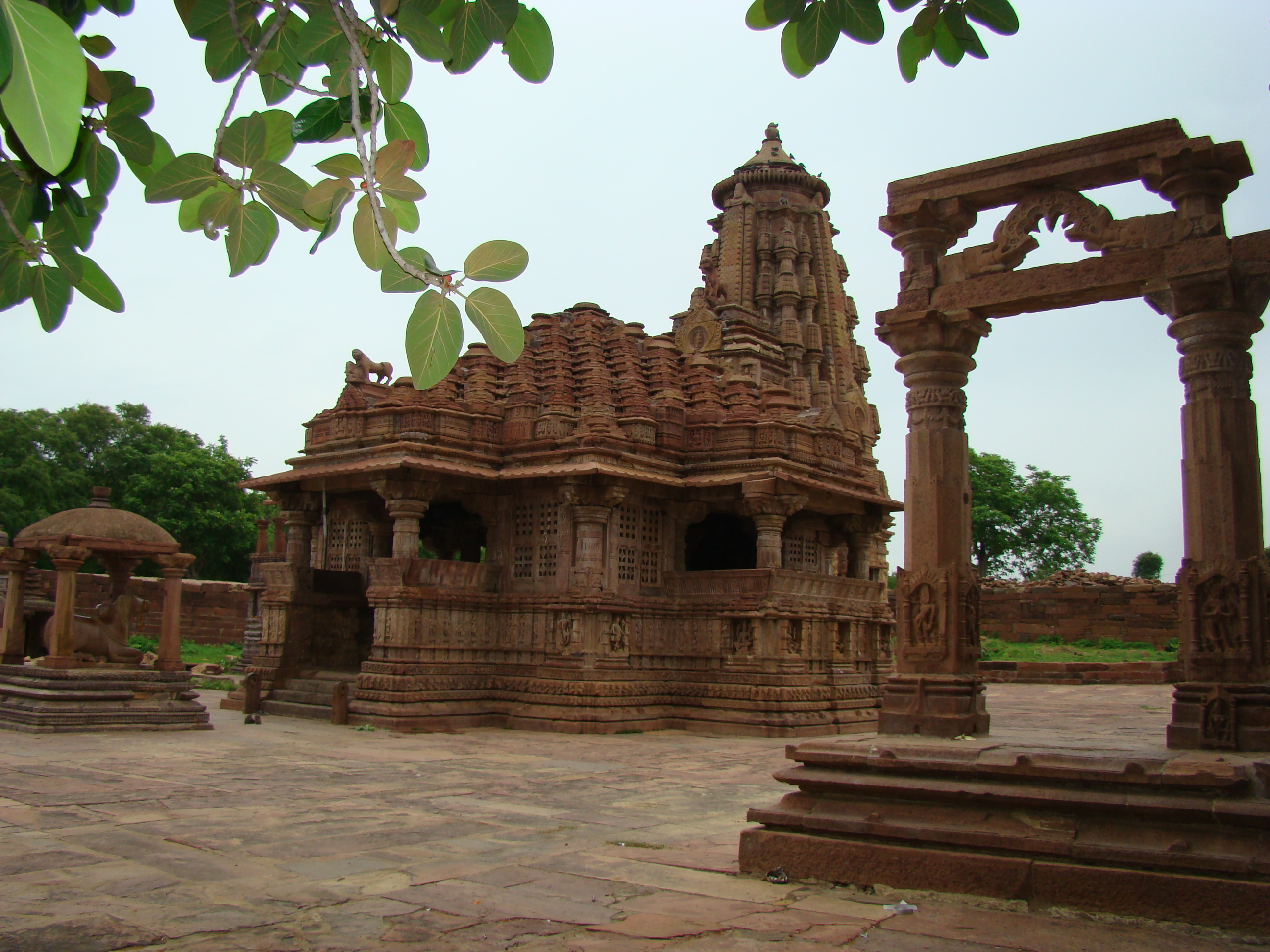
Menal – Tempel

- Die erhaltenen Teile der frühen Tempel sind von ausgesprochen guter kunsthandwerklicher Qualität: Mehrere erhaltene Pfeiler zeigen eine reiche figürliche und vegetabilische Ornamentik, bei der die Glücksmotive der kalasha-Krüge eine besondere Rolle spielen. Die Shikhara-Türme der beiden äußeren Tempel sind weitgehend zerstört; die des mittleren Tempels wurde erneuert.
- Die Architektur des im ausgereiften nordindischen Nagara-Stil des 11. Jahrhunderts erbauten und dem Hindu-Gott Shiva geweihten Mahanaleshvara-Tempels unterscheidet sich deutlich von der der frühen Tempel: Eine außen wie innen reich gegliederte, von Götterfiguren geschmückte und von einem abgestuften Pyramidendach bedeckte Vorhalle (mandapa) führt hin zur eigentlichen Cella (garbhagriha), die von einem Wandelgang (pradakshinapatha) umschlossen und von einem von kleinen Türmchen (urushringas) begleiteten hohen Shikhara-Turm mit einem amalaka-Ringstein und einem erneuerten kalasha-Aufsatz überhöht wird. Vor dem Tempel befindet sich ein kleiner Nandi-Schrein für das Begleittier (vahana) Shivas.
- Neben dem Haupttempel befindet sich ein freistehendes torana-Tor.